# (9072) 1993 RX3
A (9072) 1993 RX3 egy kisbolygó a Naprendszerben. A PCAS program keretében fedezték fel 1993. szeptember 12-én.